# Tympanoctomys
A Tympanoctomys az emlősök (Mammalia) osztályának rágcsálók (Rodentia) rendjébe, ezen belül a csalitpatkányfélék (Octodontidae) családjába tartozó nem.

## Rendszerezése
A nembe az alábbi 1 élő faj és 1 fosszilis faj tartozik:
- Tympanoctomys barrerae Lawrence, 1941 - típusfaj
- †Tympanoctomys cordubensis (Ameghino, 1889)